# 约翰乔伊·麦克法登
约翰乔伊·麦克法登（英語：Johnjoe McFadden，1957年5月17日—），爱尔兰裔英国生物学家和作家，现为薩里大學教授，主要作品有《量子式进化》（Quantum Evolution）、《生命的前沿：迈入量子生物时代》（Life on the Edge: The Coming of Age of Quantum Biology，与吉姆·艾尔-哈利利合著，也译为《神秘的量子生命》）等。